# Hieronim Wilder

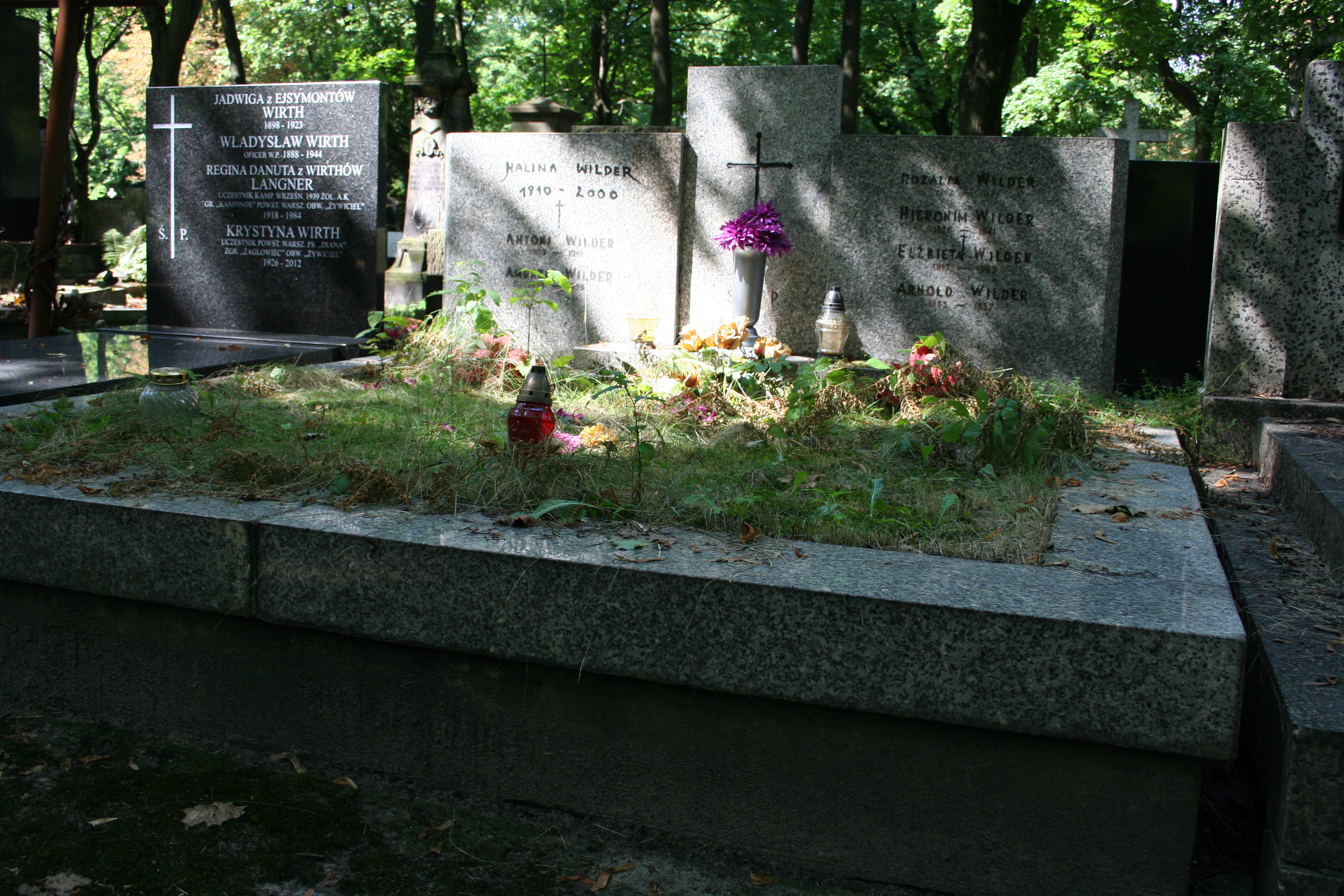
Grób Hieronima Wildera na warszawskim cmentarzu Powązkowskim

Hieronim Wilder (ur. 1876 w Warszawie, zm. 6 czerwca 1941 w Warszawie) – polski historyk sztuki, antykwariusz, bibliofil, propagator sztuki graficznej.

## Życiorys
Studiował historię sztuki w Dreźnie pod kierunkiem m.in. Hansa Wolfganga Singera (1867–1957). Tam też poznawał twórczość graficzną, zgłębiał tajniki organizacji gabinetów rycin i konserwacji papieru oraz odbywał praktyki u tamtejszych kunsthändlerów. Zaowocowało to prowadzeniem w Warszawie w latach 1903–1932 antykwariatu specjalizującego się w starych drukach i grafice, który od 1906 nosił nazwę Antykwariat Polski w Warszawie. Hieronim Wilder i S-ka. Mieścił się przy ulicy Berga (Traugutta) 8 w Warszawie. Była to placówka chętnie odwiedzana przez warszawską inteligencję: bibliofilów, literatów, artystów, dziennikarzy, ludzi nauki, miłośników sztuki, muzealników i kolekcjonerów. Wśród tych ostatnich wyróżniał się Dominik Witke-Jeżewski i Leopold Wellisz. Dzięki kontaktom z europejskimi antykwariuszami Wilder stworzył wzorowo prowadzoną placówkę, a dzięki swej pasji do sztuk graficznych rozwinął i sprofesjonalizował handel tą dziedziną sztuki. Sprzedawał i wystawiał prace takich artystów jak Ziarnko, Hondius, Falck, Norblin, Płoński, Orłowski, Jasiński, a z grafików obcych Goya i Rops. 
 Jako jeden z największych orędowników grafiki w Warszawie współtworzył Towarzystwo Przyjaciół Sztuk Graficznych (1912–1918). Był autorem wielu katalogów antykwarycznych, w tym także tych propagujących polską grafikę dawną i współczesną. Wydał teki graficzne: Feliksa Jabłczyńskiego Warszawa (1916) i (1918), Adama Grabowskiego Widoki Warszawy i Stanisława Lentza Sejm Ustawodawczy Rzeczypospolitej Polskiej w portretach (1919). Po wojnie ogłosił drukiem swoje okazałe opracowanie dotyczące sztuk graficznych Grafika. Drzeworyt, miedzioryt, litografia, Warszawa 1922 (wersja cyfrowa). 
 Wilder był także kolekcjonerem i bibliofilem. Zbierał „białe kruki”, inkunabuły, starodruki, ryciny i obrazy. Spora część zbiorów przepadła w czasie bombardowania Warszawy 25 września 1939, a reszta podczas pożaru Biblioteki Ordynacji Krasińskich, gdzie w czasie okupacji zdeponowano ocalałą część zbioru rękopisów i starodruków warszawskiego antykwariusza. 

Hieronim Wilder zmarł w getcie warszawskim 6 czerwca 1941. Spoczywa na cmentarzu Powązkowskim w Warszawie (kw. 193–III–11).
Jego żoną była Halina Berlinerblau, siostra Jana Prota.